# 劇団若草
株式会社劇団若草（げきだんわかくさ）は、2019年前半まで存在していた日本の劇団・芸能事務所。かつては名子役や人気声優を輩出していた名門であった。

## 概要
1949年、上山雅輔と妻・深山容子、娘・八重垣緑、愛人・寸魔町子らにより創設される。俳優養成、マネージメント、公演活動を3本の柱として活動し、芸能界全般で活躍する人材を多数輩出していた。1961年に法人へ改組。
劇団員による自主企画公演「若草まつり」や、子供のための発表会「さまー☆ふぇすた・すぷりんぐ☆ふぇすた」などの劇団内イベントを開催したり、インターネットラジオで独自の番組を制作するなど、以前にも増して幅広い活動を行っていた。
2013年に、長年の本拠地・杉並区西荻南から、中野区南台3丁目に移転した。
が、所属俳優の事務所移籍などが相次ぎ経営は悪化、2018年に事業を停止。2019年1月23日に東京地方裁判所から破産手続開始決定を受けた。同年6月14日に法人格が消滅した。

## かつて所属していた俳優

### 八重垣事務所
「株式会社 劇団若草」直営のプロダクション。専属契約制であった。
- 川名浩介
- 小関明久

### 若草Selection
附属養成所出身者に限らず、外部からも幅広く人材を募集している部署であった。
- 安藤允彦
- 入谷英明
- 入澤宏彰
- 大森公民
- 上村美弥子
- 北尾伊織
- 鈴木彩
- 小鳥遊京子
- 長岡浩太
- 中村淳二
- 吉岡研二
- 吉澤智美

### 劇団若草
部署名としては附属養成所を指す。幼児クラス、小学クラス、中学クラス、高校・青年クラスがある。在籍中でも芸能活動は可能であった。
- 阿保健太郎
- 飯田颯樹
- 樋口真
- 本池友香
- 椎葉賢忠
- 島田達矢
- 松沢拓未
- 吉越拓矢
- 高橋彩
- 大瀧舞
- 村尾青空
- 永井美穏
- 南部雅一
- 南川ある
- 岸勇亮

### その他
- アン・ルイス
- 飯塚雅弓（現所属：アクロスエンタテインメント）
- 生田智子（現所属：東宝芸能）
- 石橋蓮司
- 石毛佐和（フリー）
- 石和摂
- 和泉雅子
- 伊藤実華（現所属：スリートゥリー(業務提携)）
- 岩崎ひろみ（現所属：スターダストプロモーション）
- 太田博之
- 音無美紀子（現所属：オフィスのいり）
- おりも政夫（元フォーリーブス、現所属：エフエンタープライズ）
- 柏木由紀子（現所属：坂本九音楽事務所）
- キャシー中島（現所属：株式会社スタジオ・ケイグループ）
- キャロライン洋子
- 黒沢浩（現所属：株式会社オーディン代表取締役、株式会社オーディン・ピクチャーズ代表取締役）
- 小清水亜美（現所属：オフィス リスタート）
- 後藤はるか（現所属：ドルチェスター）
- 酒井和歌子（現所属：株式会社スタッフアッププロモーション）
- 斉藤こず恵
- 坂上忍
- 坂野友香（現所属：株式会社相沢プロダクション代表取締役）
- 佐野泰臣（現所属：レディバード）
- SEIGO （現所属：株式会社セイゴプロジェクト）
- 三瓶由布子（現所属：アクセルワン）
- 島田陽子
- 清水康晴
- 白石幸長
- 杉田かおる
- 内海和子
- 高橋一生
- 貴水博之
- 竹内美優（フリー）
- 竹脇無我（移籍後死去）
- 津山登志子
- 豊原功補（現所属：Headrock Inc.）
- 二木てるみ
- 葉山葉子
- 春風ひとみ（現所属：東宝芸能）
- 平田真菜（現所属：ぷろだくしょんバオバブ）
- 前田賢一朗（フリー）
- 松岡きっこ（アストライアと業務提携）
- まりゑ（現所属：キューブ）
- 水野哲（現所属：水野プロダクション）
- 水沢アキ（現所属：オスカープロモーション）
- 水島裕（現所属：ノット・コミュニケーションズ）
- 宮本杏子（現所属：芸映）
- 桃井かおり
- 保倉幸恵（在籍中に死去）
- 矢野間啓治
- 山本耕史（現所属：ワイツー・カンパニー）
- 山本竜也
- 山野海（現所属：劇団ふくふくや主宰）
- 吉岡秀隆
- 吉田紀人
- 渡辺篤史（現所属：バーンズ）